# بيتر الأيبيري
بيتر الأيبيري (بالإنجليزية: Peter the Iberian)‏ (و. 411 – 491 م) هو خطاط، وفيلسوف من مملكة إيبيريا، ولد في مملكة إيبيريا، توفي عن عمر يناهز 80 عاماً.